# ミス・スプラナショナル
ミス・スプラナショナル（Miss Supranational）は、毎年行われるミス・コンテスト。世界各地の国または地域を代表する美女たちが参加して世界一の座を争う。世界五大ミスコンテストの一つとする見解もある。

## 概要
2009年に第1回が開催される。主催はパナマのWorld Beauty Association S.A.。初代社長はTryny Marcela Yandar Lobón。ポーランド出身のGerhard Parzutka von Lipinskiがエグゼクティブ・プロデューサーを、制作プロダクション社長をNowa Scenaが務めた。
2014年、香港に基盤を持つWorld Beauty Associationという法人が一回限りのミス・スプラナショナルをインドで開催するが、本稿で述べるミス・コンテストとは別の大会である。
2017年以降はLipinskiがミス・スプラナショナルの司会者である。
2020年、新型コロナウイルスの世界的流行にともない、ミス・スプラナショナル2020は中止された。ミス・スプラナショナル2019のAnntonia Porsildが2021年までタイトルを保持した。

## 歴代のミス・スプラナショナル
| 年   | 国または地域 | ミス・スプラナショナル      | 開催地                         | 開催年月日    | 参加国 |
| ---- | ------------ | --------------------------- | ------------------------------ | ------------- | ------ |
| 2009 | ウクライナ   | Oksana Moria                | マゾフシェ県プウォツク         | 2009年5月9日  | 36     |
| 2010 | パナマ       | Karina Pinilla Corro        | マゾフシェ県プウォツク         | 2010年8月28日 | 66     |
| 2011 | ポーランド   | Monika Lewczuk              | マゾフシェ県プウォツク         | 2011年8月26日 | 70     |
| 2012 | ベラルーシ   | Katsyaryna Ekaterina Buraya | マゾフシェ県ワルシャワ         | 2012年9月14日 | 53     |
| 2013 | フィリピン   | Mutya Johanna Datul         | ミンスク（ベラルーシ）         | 2013年9月6日  | 83     |
| 2014 | インド       | Asha Bhat                   | マウォポルスカ県ノヴィ・ソンチ | 2014年12月5日 | 71     |
| 2015 | パラグアイ   | Stephanía Vasquez Stegman   | マウォポルスカ県ノヴィ・ソンチ | 2015年12月4日 | 82     |
| 2016 | インド       | シュリーニディ・シェッティ  | マウォポルスカ県ノヴィ・ソンチ | 2016年12月2日 | 71     |
| 2017 | 韓国         | ジェニー・キム              | マウォポルスカ県ノヴィ・ソンチ | 2017年12月1日 | 65     |
| 2018 | プエルトリコ | Valeria Vázquez Latorre     | マウォポルスカ県ノヴィ・ソンチ | 2018年12月7日 | 72     |
| 2019 | タイ         | Anntonia Porsild            | シロンスク県カトヴィツェ       | 2019年12月6日 | 77     |
| 2021 | ナミビア     | Chanique Rabe               | マウォポルスカ県ノヴィ・ソンチ | 2021年8月21日 | 58     |
| 2022 | 南アフリカ   | ラレラ・ラリ・ムスワネ      | マウォポルスカ県ノヴィ・ソンチ | 2022年7月15日 | 69     |
| 2023 | エクアドル   | Andrea Aguilera             | マウォポルスカ県ノヴィ・ソンチ | 2023年7月14日 | 65     |
| 2024 | インドネシア | Harashta Haifa Zahra        | マウォポルスカ県ノヴィ・ソンチ | 2024年7月6日  | 68     |
| 2025 | ブラジル     | Eduarda Braum               | マウォポルスカ県ノヴィ・ソンチ | 2025年6月27日 | 66     |

（2020年は中止。開催地は特に断らない限りポーランド）